# 당 숙종
당 숙종 이형(唐肅宗 李亨, 711년 10월 19일(음력 9월 3일) ~ 762년 5월 16일(음력 4월 18일))은 중국 당나라의 제7대 황제이며, 아버지는 당 현종 이융기, 어머니는 추존된 원헌황후 양씨이다. 본명은 이여(李與)였으나, 738년에 황태자로 책봉된 후 이형으로 개명하였다.

## 생애
756년 6월, 안사의 난으로 부황 이융기가 양귀비(楊貴妃) 등과 함께 도피하자, 부황을 호송하였다. 이때 양귀비가 부황의 명령으로 죽자 호송한 조정 대신과 관중의 부로들은 이융기에게 당장 분조를 조직하라 주청을 올렸고, 이융기는 태자에게 분조를 명해 자신은 서촉의 성도로 들어갔다. 태자는 영무로 가는 길에 7월 금군의 추대로 황제에 올랐고, 이 소식이 촉의 현종에게 전해지자 마침내 이융기는 태자에게 제위를 물려주고 태상황으로 물러앉았다.
이형은 황제로 즉위하자 연호를 천보에서 지덕(至德)으로 바꿨다. 이형은 장군 곽자의와 이광필에게 반란군 토벌 명령을 내렸다. 757년 정월에 안록산(安祿山)이 결국 자신의 아들 안경서에게 살해당하자 자연스레 반란군의 힘은 약해졌고, 그 해 9월에 곽자의와 함께 수도 장안으로 돌아왔다. 그리고 12월에는 태상황제 이융기 역시 돌아왔다.
머지않아, 안·사의 난은 진압되었으나, 나라는 엉망이 되어 있었다. 이형은 당을 부흥시키기 위해 온갖 노력을 기울였으나, 이미 당나라는 쇠퇴하기 시작하고 있었다.
762년 5월 3일, 아버지인 태상황제 이융기가 사망하였고, 얼마 안되어 이형 역시 병이 들고 말았다. 이 때, 황후 장씨가 태자 이예를 끌어내고 그 자리에 자신의 소생인 월왕 이계를 올리려 하였다(5월 16일). 그러나 환관 이보국이 이를 알아차리고, 황후 장씨를 시해하였다. 그러나 이형은 병이 심하여 그런 일을 돌볼 겨를이 없었다. 결국 762년 5월 18일, 이형은 황궁에서 52세를 일기로 사망하였다.

## 존호, 시호, 묘호, 능호
초기 존호는 광천문무대성효감황제(光天文武大聖孝感皇帝)이며, 이후 추가와 개칭을 거친 존호는 건원대성광천문무효감황제(乾元大聖光天文武孝感皇帝)이다.
시호는 문명무덕대성대선효황제(文明武德大聖大宣孝皇帝)이다.
묘호는 숙종(肅宗)이며, 능호는 건릉(建陵)이다.

## 가족관계

### 조부모와 부모
- 조부 : 예종(睿宗) 현진황제(玄眞皇帝) 이단(李旦)
- 조모 : 소성황후(昭成皇后) 두씨(竇氏)
- 부친 : 현종(玄宗) 지도황제(至道皇帝) 이융기(李隆基)
- 모친 : 원헌황후(元獻皇后) 양씨(楊氏)

### 황후
| 봉호           | 시호(봉호)          | 이름(성씨) | 별칭  | 재위년도      | 생몰년도      | 국구(장인/장모)                                             | 능묘       | 비고  |
| -------------- | ------------------- | ---------- | ----- | ------------- | ------------- | ----------------------------------------------------------- | ---------- | ----- |
| 폐황후(廢皇后) |                     | 장씨(張氏) | [ 1 ] | 758년 ~ 762년 | ? ~ 762년     | 장거일(張去逸) 의장현주(義章縣主) 두씨(竇氏)                |            | [ 2 ] |
| 궁인(宮人)     | 장경황후 (章敬皇后) | 오씨(吳氏) |       | (추존)        | 713년 ~ 730년 | 진국공(秦國公) 오영규(吳令珪) 진국부인(秦國夫人) 이씨(李氏) | 건릉(建陵) | [ 3 ] |

### 정실과 후궁
| 봉호(시호)         | 별칭           | 이름(성씨) | 생몰년도  | 비고                   |
| ------------------ | -------------- | ---------- | --------- | ---------------------- |
| 폐태자비(廢太子妃) | 충왕비(忠王妃) | 위씨(韋氏) | ? ~ 757년 | 태자 시절에 이혼함.    |
| 비(妃)             |                | 최씨(崔氏) |           |                        |
| 첩여(婕妤)         |                | 단씨(段氏) |           |                        |
| 첩여(婕妤)         |                | 진씨(陳氏) |           |                        |
| 첩여(婕妤)         | 미인(美人)     | 동씨(董氏) |           |                        |
| 미인(美人)         |                | 장씨(張氏) |           |                        |
| 소의(昭儀)         |                | 배씨(裴氏) |           |                        |
| 양제(良娣)         |                | 두씨(杜氏) |           | 태자 시절에 폐서인 됨. |
| 궁인(宮人)         |                | 손씨(孫氏) |           |                        |
| 궁인(宮人)         |                | 장씨(張氏) |           |                        |
| 궁인(宮人)         |                | 왕씨(王氏) |           |                        |

### 황자
| -    | 봉호                | 시호                    | 이름                  | 생몰년도      | 생모          | 자식      | 별칭   | 비고                   |
| ---- | ------------------- | ----------------------- | --------------------- | ------------- | ------------- | --------- | ------ | ---------------------- |
| 장남 | 황태자 (皇太子)     |                         | 이숙(李俶) 이예(李豫) | 726년 ~ 779년 | 장경황후 오씨 | 20남 20녀 | [ 4 ]  | 제8대 황제 대종(代宗). |
| 차남 | 월왕(越王)          |                         | 이담(李儋) 이계(李係) | ? ~ 762년     | 궁인 손씨     | 3남       | [ 5 ]  |                        |
| 3남  | 건녕군왕 (建寧郡王) | 승천황제 (承天皇帝)     | 이담(李倓)            | ? ~ 757년     | 궁인 장씨     |           | [ 6 ]  | [ 7 ]                  |
| 4남  | 서평군왕 (西平郡王) |                         | 이필(李佖)            |               | 궁인 왕씨     |           | [ 8 ]  | [ 9 ]                  |
| 5남  | 팽왕(彭王)          |                         | 이근(李僅)            | ? ~ 783년     | 첩여 진씨     | 1남       | [ 10 ] |                        |
| 6남  | 연왕(兗王)          |                         | 이한(李僴)            | ? ~ 762년     | 폐태자비 위씨 |           | [ 11 ] |                        |
| 7남  | 경왕(涇王)          |                         | 이정(李侹)            | ? ~ 784년     | 미인 장씨     |           | [ 12 ] |                        |
| 8남  | 영창군왕 (靈昌郡王) |                         | 이영(李榮)            |               |               |           | [ 13 ] | [ 14 ]                 |
| 9남  | 양왕(襄王)          |                         | 이광(李僙)            | ? ~ 791년     | 소의 배씨     | 2남       |        |                        |
| 10남 | 기왕(杞王)          |                         | 이수(李倕)            | ? ~ 798년     | 첩여 단씨     |           |        |                        |
| 11남 | 소왕(召王)          |                         | 이괴(李傀)            | ? ~ 783년     | 황비 최씨     |           |        |                        |
| 12남 | 흥왕(興王)          | 공의황태자 (恭懿皇太子) | 이소(李佋)            | 753년 ~ 760년 | 폐황후 장씨   |           |        | [ 15 ]                 |
| 13남 | 정왕(定王)          |                         | 이동(李侗)            | ? ~ 762년     | 폐황후 장씨   |           |        | 요절함.                |
| 14남 | 회양군왕 (淮陽郡王) |                         | 이희(李僖)            |               |               |           | [ 16 ] | [ 17 ]                 |

### 황녀
| -    | 봉호(시호)          | 이름                                              | 생몰년도      | 생모          | 부마                                  | 별칭   | 비고   |
| ---- | ------------------- | ------------------------------------------------- | ------------- | ------------- | ------------------------------------- | ------ | ------ |
| 장녀 | 숙국공주 (宿國公主) |                                                   |               |               | 두로 담(豆盧 湛)                      | [ 18 ] |        |
| 차녀 | 소국공주 (蕭國公主) |                                                   |               |               | 정손(鄭巽)                            | [ 19 ] |        |
| 차녀 | 소국공주 (蕭國公主) | 설강형(薛康衡)                                    |               |               |                                       | [ 19 ] |        |
| 차녀 | 소국공주 (蕭國公主) | 영무 가한(英武 可汗) 약라갈 마연철(藥羅葛 磨延啜) |               |               |                                       | [ 19 ] |        |
| 3녀  | 화정공주 (和政公主) |                                                   | 728년 ~ 764년 | 장경황후 오씨 | 류담(柳潭)                            | [ 20 ] |        |
| 4녀  | 담국공주 (郯國公主) |                                                   | 729년 ~ 786년 |               | 범양군공(范陽郡公) 장청(張淸)         | [ 21 ] |        |
| 5녀  | 기국공주 (紀國公主) | 이숙(李淑)                                        | 733년 ~ 807년 |               | 정패(鄭沛)                            | [ 22 ] |        |
| 6녀  | 영화공주 (永和公主) |                                                   | ? ~ 768년     | 폐태자비 위씨 | 신태현개국공(新太縣開國公) 왕전(王詮) | [ 23 ] |        |
| 7녀  | 고국공주 (郜國公主) |                                                   | ? ~ 790년     |               | 난릉무공(蘭陵武公) 배휘(裴徽)         | [ 24 ] |        |
| 7녀  | 고국공주 (郜國公主) | 소승(蕭升)                                        | ? ~ 790년     |               |                                       | [ 24 ] |        |
| 8녀  | 영목공주 (永穆公主) |                                                   |               | 폐태자비 위씨 | 위회(韋會)                            |        |        |
| 9녀  | 공주(公主)          |                                                   | 755년 ~ ?     | 폐황후 장씨   |                                       |        | [ 25 ] |

## 기년
| 숙종        | 원년            | 2년        | 3년                 | 4년        | 5년                 | 6년        | 7년                   |
| ----------- | --------------- | ---------- | ------------------- | ---------- | ------------------- | ---------- | --------------------- |
| 서력 (西曆) | 756년           | 757년      | 758년               | 759년      | 760년               | 761년      | 762년                 |
| 간지 (干支) | 병신(丙申)      | 정유(丁酉) | 무술(戊戌)          | 기해(己亥) | 경자(庚子)          | 신축(辛丑) | 임인(壬寅)            |
| 연호 (年號) | 지덕(至德) 원년 | 2년        | 3년 건원(乾元) 원년 | 2년        | 3년 상원(上元) 원년 | 2년        | (3년) 보응(寶應) 원년 |

## 트리비아
고려의 사서를 바탕으로 기록한 《고려사절요(高麗史節要)》 등에는 그를 태조 왕건의 고조부로 기록하고 있으나, 고려 말의 학자 이제현(李齊賢)은 《왕대종족기》를 저술하면서 이러한 사실을 부정하였다.